# Centro Sportivo San Michele
Le Centro Sportivo San Michele est un stade créé en 1972, situé à Calvisano, dans la province de Brescia, en Lombardie, et possédant une capacité de 5 000 places.
Il est la propriété de la commune de Calvisano et accueille tous les matchs à domicile du club du Rugby Calvisano en Top 12.  

## Historique
Le stade San Michele est construit en 1972. Sa capacité est élargie à 5 000 places après deux vagues de travaux successives en 2012 et 2015,.